# Holder (football américain)
Le holder (teneur au Canada) est un joueur évoluant au sein des unités spéciales d'une équipe de  football américain.

## Rôle
Le holder reçoit le ballon du long snapper lors des tentatives de field goal ou d'extra point effectuées par le placekicker (communément appelé kicker). Le holder est agenouillé à sept mètres derrière la ligne de mêlée. Avant le début du jeu, il place la main la plus proche du botteur au sol, à l'emplacement ou ce dernier effectuera son coup de pied, la main avant prête à recevoir le ballon. Après avoir reçu le ballon, le holder place le ballon sur le terrain, ou bloque, idéalement les lacets face aux poteaux, le ballon étant placé exactement à l'endroit désigné pour le coup de pied, puis équilibre le ballon avec un ou deux doigts jusqu'à ce que le kicker ne le frappe.
Pour que le coup de pied soit réussi, le holder ne doit pas se contenter de poser le ballon au sol. Avant le snap, le kicker s'approche et marque un point précis, puis recule pour préparer son coup de pied. Lors du snap, le holder doit s'assurer que le ballon est placé directement à cet endroit, que les lacets du ballon sont orientés vers l'extérieur pour un meilleur contact avec le ballon et qu'il est incliné dans la direction indiquée par le kicker.
Le holder, comme le kicker et le long snapper, est protégé contre tout contact intentionnel de l'équipe adverse. La pénalité pour brutalité envers le holder est de 15 yards et un premier down automatique.
Il peut également être amené à effectuer une passe ou réaliser une course lors de l'exécution d'un jeu truqué destiné à surprendre l'adversaire.

## Qualités
Le holder doit posséder de bonnes mains, ce qui explique que cette position est le plus souvent occupée par un quarterback remplaçant ou un punter. Il est extrêmement rare qu'un holder spécifique fasse partie de l'effectif final, celui-ci étant limité à 53 joueurs, ce poste est occupé par un joueur polyvalent. Patricia Palinkas (en), première femme à avoir joué au football américain dans une ligue professionnelle à prédominance masculine, fait figure d'exception notable. Elle a joué comme holder (et à aucun autre poste) pendant sa courte carrière professionnelle en compagnie de son mari le kicker Stephen Palinkas au sein des Panthers d'Orlando (en) dans la Atlantic Coast Football League (en).

Gallerie
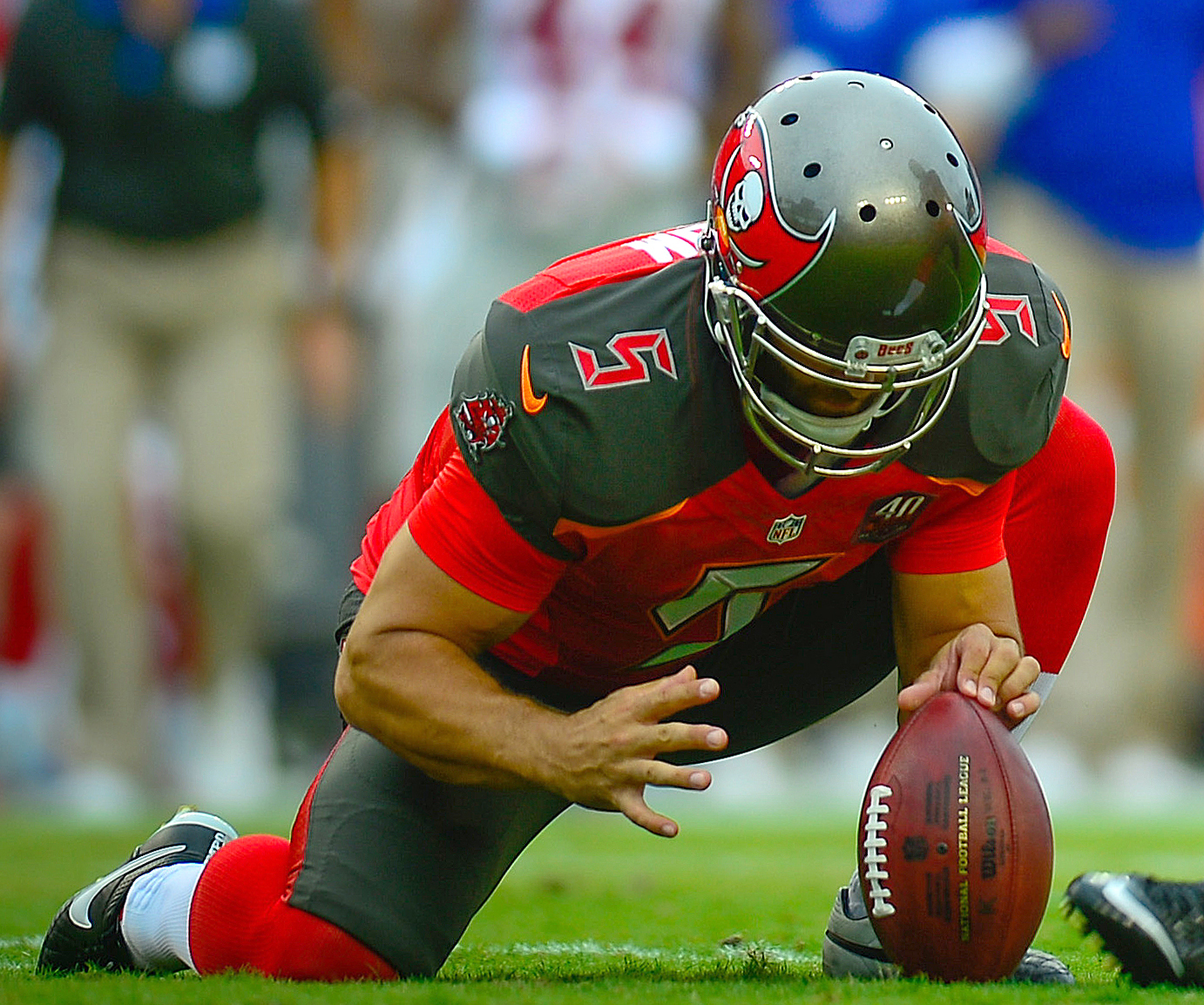
Jake Schum de Tampa Bay maintenant le ballon lors d'une tentative de field goal en 2015.
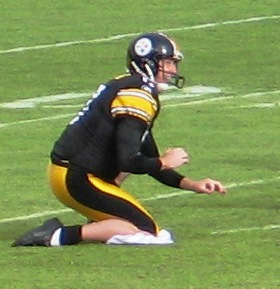
Le holder Mitch Berger en attente de réception du ballon.
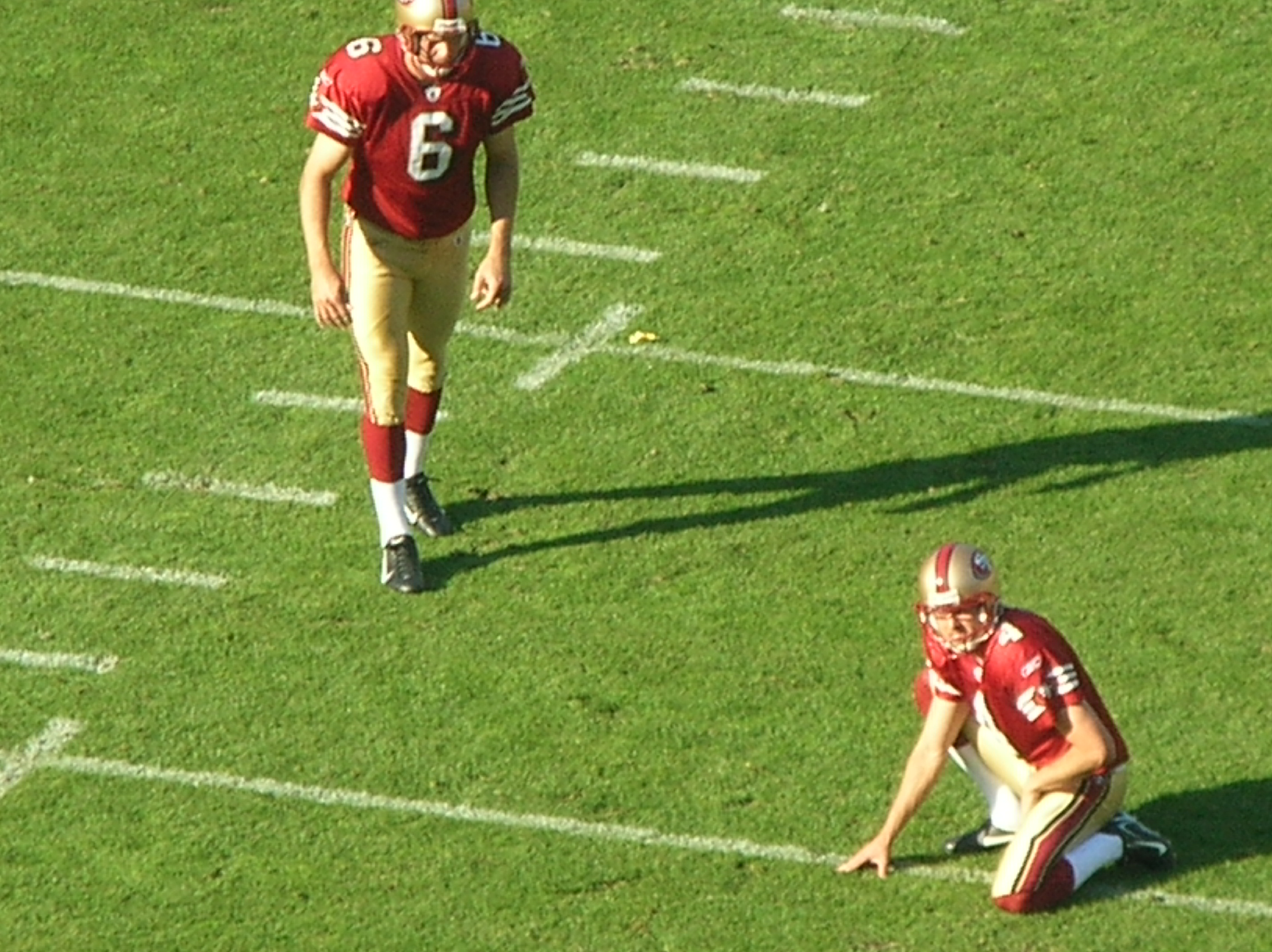
Le kicker Joe Nedney prépare son coup de pied pour une tentative d'extra point en compagnie du holder Andy Lee, en 2008 avec les 49ers.
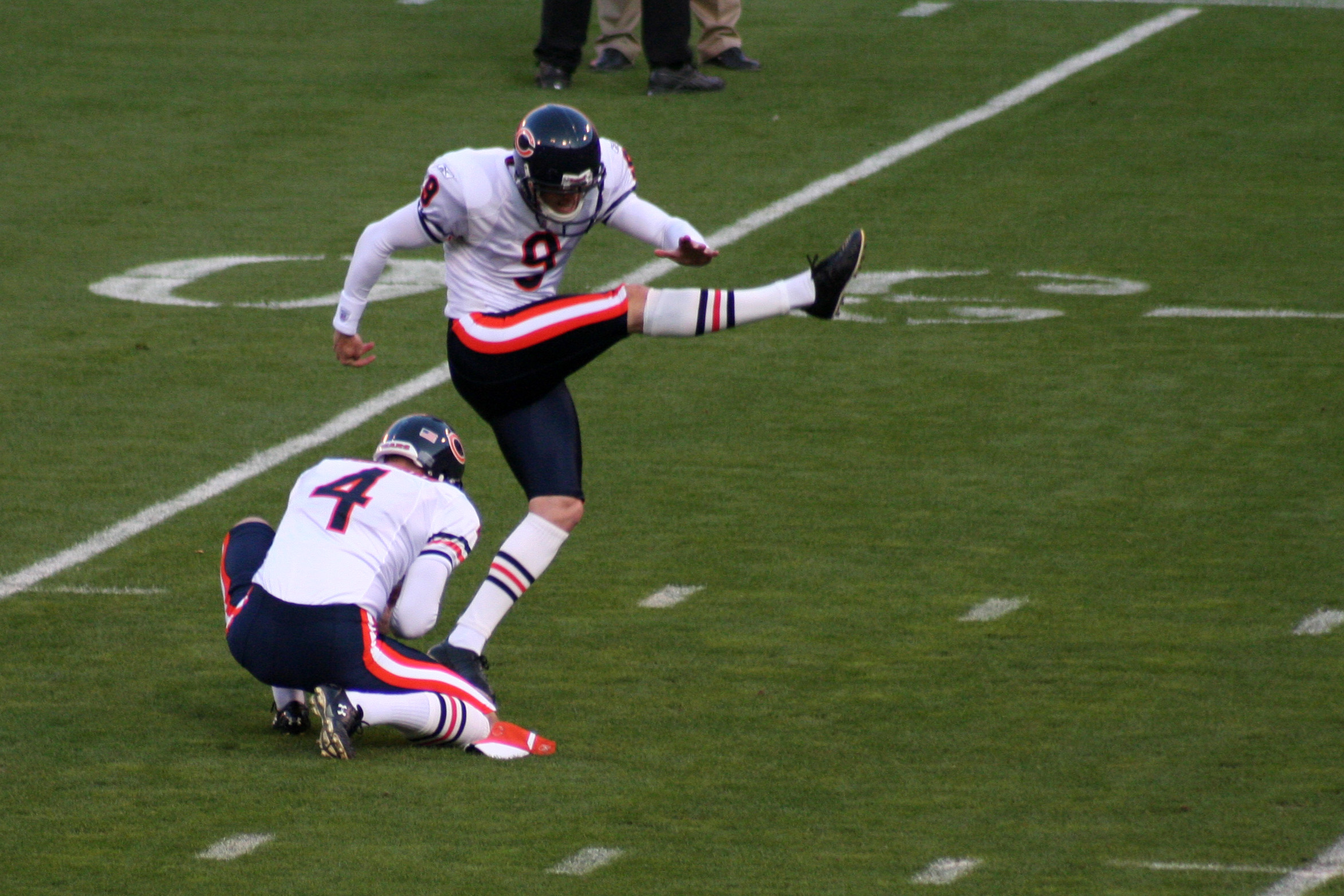
Brad Maynard (#4) des Bears de Chicago avec le kicker Robbie Gould en 2009.
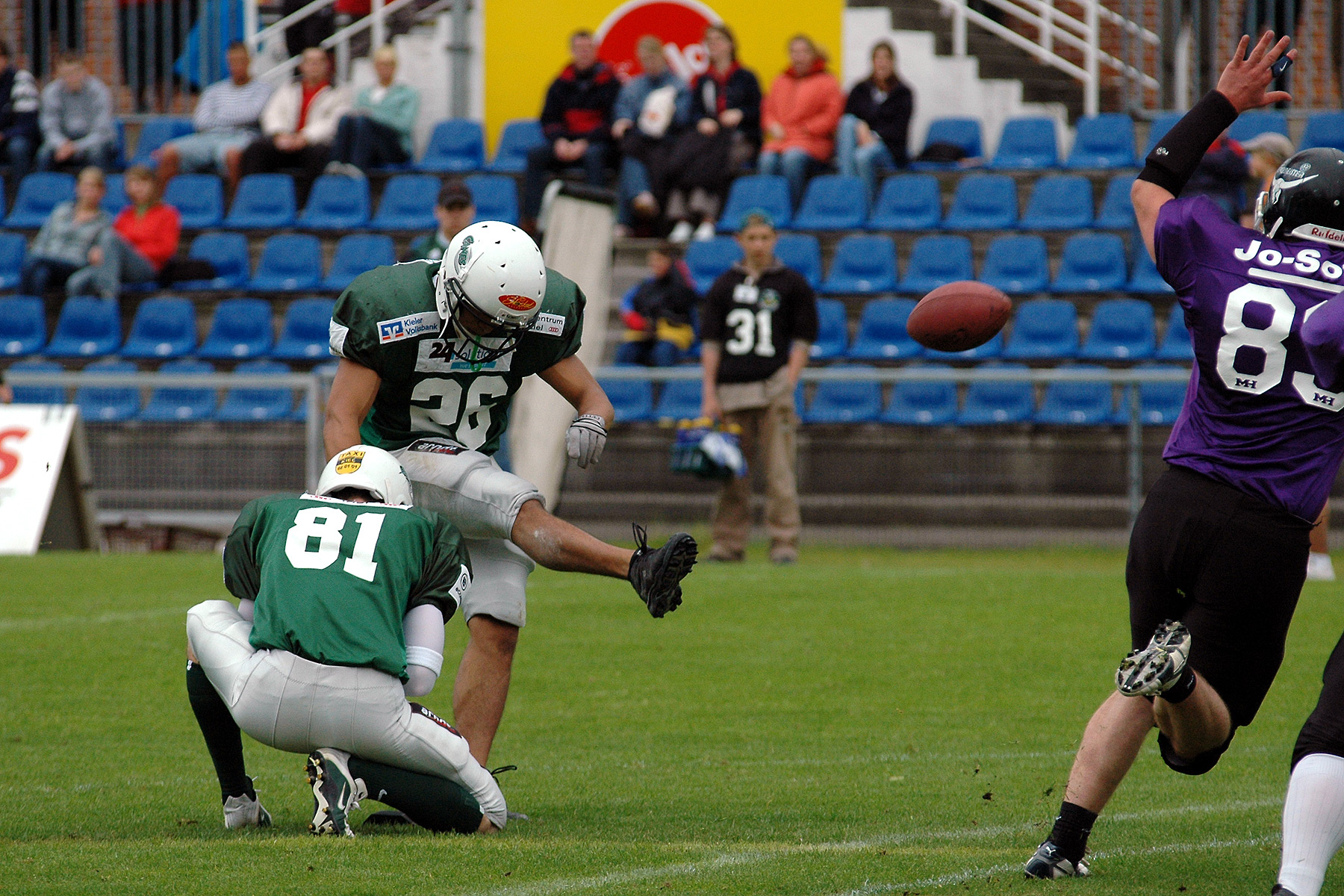
Le holder (n° 81) tenant le ballon durant un field goal.